# 吴国祯
吴国祯（1947年5月—），男，台湾花莲人，物理学家、化学家，台湾民主自治同盟中央委员会副主席。

## 生平
1947年5月，吴国祯出生在台湾花莲。吴国祯的父亲是小职员，在吴国祯上小学四年级时，全家自花莲迁到台北。吴国祯先后在建国中学、新竹国立清华大学等学校学习。1970年，刚从大学毕业的吴国祯曾经在金门服兵役。1971年到1976年，在美国学习，1976年自美国俄克拉荷马大学毕业，获得化学博士学位。在美国期间，他积极参加保钓运动。1975年，吴国祯曾经从美国经欧洲独自来到北京，因此被中華民國政府列入黑名单。1977年，他定居北京市，历任中国科学院化学研究所副研究员、研究员，中国物理学会光散射委员会副主任委员等职务。1995年，转任清华大学物理系教授。他还历任台湾同学会会长、中华全国台湾同胞联谊会副会长等职。其中，台湾同学会成立于1981年，会员是来到中国大陆工作或常住的台湾专家、学者，老一辈会员大都参加过1970年代保钓运动。
1983年，吴国祯加入台湾民主自治同盟。1987年11月，当选为台湾民主自治同盟第四届主席团委员。1997年11月，当选为台湾民主自治同盟第六届中央副主席。吴国祯是第五至八届全国人大代表，第九至十二届全国政协常委。

## 家庭
1977年定居北京以后，吴国祯和一位北京姑娘结婚，育有一女。吴国祯到大陆后，一直没能见到在台湾的亲属。1987年台湾开放民众赴大陆探亲，吴国祯在台湾的亲属才获准到北京看望吴国祯，当时吴国祯的母亲已经去世。

## 著作
- 吴国祯，分子振动光谱学基础，化工出版社，1990年
- 吴国祯，分子振动光谱学概论：原理与研究，清华大学出版社，2001年
- 吴国祯，分子振动的混沌理论，科学出版社，2003年
- Nonlinearity and Chaos in Molecular Vibrations, Elsevier, 2005
- 吴国祯，拉曼谱学：峰强中的信息，科学出版社，2007年